# Montivipera
Montivipera är ett släkte av ormar med 8 arter som ingår i familjen huggormar.
Arterna är små till medelstora med en längd mellan 50 och 130 cm. Utbredningsområdet sträcker sig från sydöstra Europa över Turkiet till Mellanöstern. Släktets medlemmar vistas främst i gräsmarker med klippig grund. De jagar ödlor och mindre däggdjur. Honor föder levande ungar (ovovivipari).
The Reptile Databas listar följande arter:
- Montivipera albizona
- Montivipera bornmuelleri
- Montivipera bulgardaghica
- Montivipera kuhrangica
- Montivipera latifii
- Montivipera raddei
- Montivipera wagneri
- Montivipera xanthina